# Velvet Fingers
Velvet Fingers é um seriado estadunidense de 1920, gênero policial, dirigido por George B. Seitz em 15 capítulos, estrelado por George B. Seitz e Marguerite Courtot. Produzido pela George B. Seitz Productions e distribuído pela Pathé Exchange, veiculou nos cinemas estadunidenses entre 5 de dezembro de 1920 e 13 de março de 1921. Recebeu o título original The Velvet Hawk, depois Velvet, até ser definido o nome de lançamento.
Apesar de ser considerado um filme perdido por algumas fontes, há uma cópia disponível nos arquivos da Cinémathèque Française.

## Elenco
- George B. Seitz - Velvet Fingers
- Marguerite Courtot - Lorna George
- Harry Semels - Professor Robin
- Lucille Lennox - Clara
- Frank Redman - Pinky

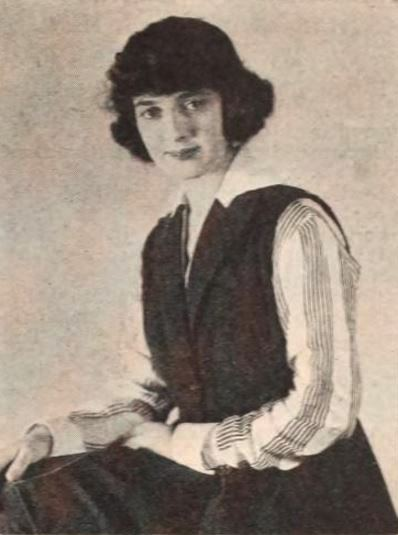
Anúncio de Velvet Fingers (1920), com Marguerite Courtot, p. 81, 13 de novembro de 1920, Exhibitors Herald

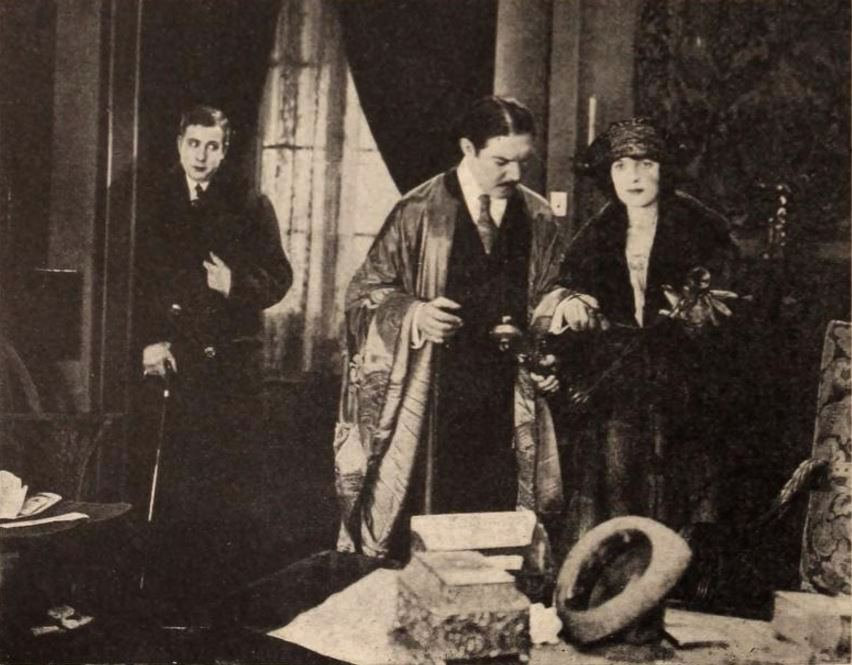
Cena do seriado Velvet Fingers (1920) com George B. Seitz, Harry Semels e Marguerite Courtot, p. 40 de 27 de novembro de 1920, Exhibitors Herald

- Thomas Carr - Mickey (creditado Tommy Carr)
- Joe Cuny - Needless Smith
- Al Franklin Thomas
- Edward Elkas

## Capítulos
1. To Catch a Thief
2. The Face Behind the Curtain
3. The Hand from Behind the Door
4. The Man in the Blue Spectacles
5. The Deserted Pavilion
6. Unmasked
7. The House of a Thousand Veils
8. Aiming Straight
9. The Broken Necklace
10. Shots in the Dark
11. The Other Woman
12. Into Ambush
13. The Hidden Room
14. The Trap
15. Out of the Web